# Ixodes priscicollaris
Ixodes priscicollaris este o specie de căpușe din genul Ixodes, familia Ixodidae, descrisă de Schulze în anul 1932.
Este endemică în Papua New Guinea. Conform Catalogue of Life specia Ixodes priscicollaris nu are subspecii cunoscute.